# Saint-Victor-Rouzaud
Saint-Victor-Rouzaud település Franciaországban, Ariège megyében. Lakosainak száma 215 fő (2022. január 1.). Saint-Victor-Rouzaud Artix, Cazaux, Madière, Montégut-Plantaurel, Pamiers és Saint-Bauzeil községekkel határos.

## Népesség
A település népessége az elmúlt években az alábbi módon változott:
| Lakosok száma | 175  | 169  | 157  | 210  | 222  | 250  | 231  | 220  | 221  | 215  |
|               | 1968 | 1982 | 1990 | 2006 | 2013 | 2015 | 2017 | 2019 | 2020 | 2022 |